# Могилёвский иезуитский коллегиум
Могилевский иезуитский коллегиум — учебное заведение Общества Иисуса, которая действовала в Могилёве.

## Иезуиты в Могилеве
Основателем могилевской резиденции Общества Иисуса был пастор местного прихода Ян Жданович (1673). Решение о ее открытии было одобрено на Оршанском поветовом сейме (1678 г.). Резиденция, подчиненная Оршанскому иезуитскому коллегиуму, начала свою деятельность в 1680 году. В 1684 году была построена кирпичная часовня во имя св. Франциск Ксаверий и ангелов-хранителей. В 1687 году был построен деревянный костёл, сожженный казаками во время Северной войны (1709). В 1725 году каменный костёл Св. Франциска Ксаверия и Ангелов-Хранителей и коллегиум иезуитов, строительство которого велось с перерывами с 1699 года .

По данным С. Заленского и Л. Гжебни, в 1682 г. в 1682 г. при резиденции была открыта начальная школа  . Но белорусская исследовательница Т. Б. Блинова на основании иезуитских каталогов приходит к выводу, что от начала своей деятельности в 1690/1691 учебном году школа была средней школы, т.е. помимо классов инфимы, грамматики и синтаксиса, в нем были классы поэтики и риторики. Первыми ее преподавателями были Себастьян Яхович (инфима, грамматика и синтаксис) и Михал Петрович (поэтика и риторика). Со второй половины 20-х гг. и до начала 70-х гг. XVIII в. в школе работали уже три преподаватели. Один из них был закреплен за классом инфимы, другой — грамматики и синтаксиса, а третий — поэтики и риторики  . В 1751/1752 учебном году началось преподавание истории  . В 30-х гг. XVIII в. школа получила собственный кирпичное здание. Имелись собственные библиотека, музей и аптека (с 1720 г.)  . В 1820 году коллегиум был закрыт в связи с изгнанием иезуитов из Российской империи, а церковь в 1833 г. был преобразован в православную церковь  .

## Деятельность коллегиума
События начала 70-х гг. XVIII в. существенно повлияли на дальнейшее развитие иезуитской площадки в Могилеве. Во-первых, после первого раздела Речи Посполитой (1772), город входил в состав Российской империи. Во-вторых, в 1773 г. Папа Климент XIV издал буллу Dominus ac Redemptor, отменяющую роспуск Общества Иисуса. Императрица Екатерина II из политических соображений запретила оглашение папского приказа, в связи с чем иезуитам была предоставлена возможность продолжать свою деятельность в ее владениях.
Четыре коллегии (в Полоцке, Динабурге, Витебске и Орше), две резиденции (в Могилеве и Мстиславе ) и и целый ряд миссий опального Общества Иисуса становятся центром притяжения для бывших иезуитов со всего мира и при содействии российских властей получают значительный толчок для своего развития. Так, в 1779 году резиденция в Могилеве получила статус коллегиума благодаря усилиям епископа Станислава Богуша-Сестренцевича. В конце 80-х — начале 90-х гг. XVIII в. под руководством Андрея Жабровского (1787-1788), Войцеха Абрампольского (1788-1790) и Казимира Островского (1790-1791) комплекс зданий коллегиума был значительно расширен  .

### Школа
Иезуитская школа в Могилёве была 6-классной. Причем, изучали в ней не только математику и философию, но даже архитектуру (1802 г. его преподавал, например, профессор Ю. Пшисецкий  ), естествознание, экспериментальную физику, немецкий, французский и русский языки  .
В то время как в школе при резиденции иностранные языки не преподавались, в иезуитском каталоге за 1783 год указано, что в классе инфимы изучали немецкий, в классе синтаксиса — французский, а в классе риторики — немецкий и французский языки . С 1790 года. лекции по французской и архитектуры посещали также клирики епархиальной семинарии .
В 1796 г. в школе занимались 106 учеников, в 1802 г. — 126 , в 1805-154, в 1806 г. — 94, в 1807 г. -108 (причем, 11 из них были униатами и 6 — мещанами), 1808 г. — 102, в 1809 г. -100, а в 1811-130  . Интересные сведения про школу могилевских иезуитов подает визитёр В. Севергин, который посещал ее 17 — 25 июня 1803 г. Так, в первом классе занималась 56 человек от 7 до 15 лет. Этот класс был разделен на три части. Некоторые ученики оставались в нем четыре года, а некоторые — только полгода. Успех в этом классе был положительно оценен посетителем  .

### Конвикт
Где-то в 1784 году при коллегиуме стало действовать конвикт (пансион). С 1788 года. он располагался в перестроенном зернохранилище. В 1784 г. в конвикте находилось 14 , в 1788 г. — 10, в 1796 г. — 18, в 1802 — 28 , а в 1807 — 17 учеников  .

### Музыкальная бурса и школьный театр
С начала своего существования (1684 г.) бурса имела собственный бюджет  . В 1796 и в 1802 г. в ней было по 16 мальчиков, в 1807 году — 14, в 1817 г. — 23 ,а в 1818 г. — 20. Желая иметь хорошую бурсу (это означало поддержание на должном уровне богослужения), могилевские иезуиты не считались с затратами. Учителем музыкантов Винцент Чаховский и Винцент Хадкевич платили соответственно 150 и 60 рублей в год. Кроме того, они находились на полном пансионе  . С конца XVII в. в Могилеве действовал и школьный театр  .

### Библиотека
Долгое время библиотека могилевской резиденции иезуитов развивалась медленно, завися, главным образом, от пожертвований благодетелей. Например, Пётр Пузына, бывший наместник местной резиденции (1705-1709), оставил ей ценную коллекцию книг. В 1773 году в библиотеке, спасенной от пожара 1748 года, было уже около 1000 томов. За время существования коллегии книжное собрание могилевских иезуитов увеличился в пять раз и в год закрытия коллегиума в библиотеке насчитывалось около 5 000 томов  . Главные факторы такого впечатляющего роста: приезд в Беларусь иезуитов из Западной Европы и издательская деятельность Полоцкой типографии.

### Музей
Около 1780 г. при иезуитской школе был открыт музей. В нем были представлены коллекции минералов и раковин, бабочек, монет и медалей, машины, приборы, микроскопы и глобусы, модели и архитектурные модели и чертежи  . По свидетельству Т. Блиновой, значительная часть этого оборудования была уничтожена во время войны 1812 года. Тем не менее, иезуиты щедро финансировали как его восстановление, так и надлежащее использование. Например, в 1816 г. коллегиум потратил 70 рублей на приобретение химикатов, а в 1818 г. на проведение школьных опытов по физике и награды успешным ученикам — 220 рублей .

## Значимые фигуры коллегиума

### Ректоры
- Героним Вихерт (1779-1786; в 1772-1779 - настоятель резиденции)
- Каэтан Геррик (1786–1793)
- Антоний Люстиг (1793-1802)
- Якуб Рогалинский (1802-1803)
- Винсент Тыванкевич (1803-1806)
- Иосиф Микуловский (1806-1810)
- Ян Любсевич (1810-1813)
- Антоний Корсак (1813-1819)
- Дезидериус Рышардо (1819-1820)

### Преподаватели
- Франтишек Деружинский, профессор и секретарь Полоцкой иезуитской академии. Настоятель Североамериканской миссии иезуитов, провинция Мэриленд, вице-президент Джорджтаунского университета (США)
- Антоний Люстиг, помощник генерального викария Общества Иисуса, провинциал Белорусской губернии Общества Иисуса, первый ректор Полоцкой иезуитской академии
- Михал Лесневский, декан факультета философии и свободных наук, секретарь Полоцкой иезуитской академии
- Норберт Корсак, профессор Stonyhurst College (Великобритания)
- Юзеф Моралевский, поэт; ректор иезуитских колледжей в Тинке, Новы-Сонче и Старой Весе
- Станислав Свентаховский, Провинциал Белорусской Провинции Общества Иисуса, Провинциал Галицийской Провинции Общества Иисуса
- Юзеф Цитович, главный редактор журнала «Полат Ежемесячник», ректор Тернопольского иезуитского коллегиума

### Выпускники
- Михал Валицкий, авантюрист, предприниматель и меценат (учился в школе при резиденции)
- Михаил Демьянович Лапа, подпоручик лейб-гвардии Измайловского полка, декабрист
- Эдвард Масальский, польский писатель и публицист